# Anjaluovipakti
Anjaluovipakti är ett berg i Finland. Det ligger i Enontekis i  landskapet Lappland, i den norra delen av landet, 1 000 km norr om huvudstaden Helsingfors. Toppen på Anjaluovipakti är 609 meter över havet.
Terrängen runt Anjaluovipakti är huvudsakligen kuperad, men söderut är den platt.  Trakten runt Anjaluovipakti är nära nog obefolkad, med mindre än två invånare per kvadratkilometer. Det finns inga samhällen i närheten. Omgivningarna runt Anjaluovipakti är i huvudsak ett öppet busklandskap.